# Крячик Євген Олександрович
Євген Олександрович Крячик (рос. Евгений Александрович Крячик нар. 9 вересня 1969, Хабаровськ) — колишній радянський і російський футболіст, півзахисник і нападник.

## Кар'єра
У 1990 році грав за «Амур» з Комсомольська-на-Амурі, в 25 матчах забив 1 гол.
В 1991 році перейшов в черновицьку «Буковину», яка в останньому сезоні чемпіонатів СРСР зайняла 5 місце у Першій лізі, а Крячик зіграв у 13 матчах і забив 1 гол. Після розпаду СРСР «Буковина» була включена до новоствореної Вищої ліги України, де Крячик дебютував 10 березня 1992 року в матчі проти луцької «Волинь» (2:1). Всього в тому сезоні провів за буковинців у елітному українському дивізіоні 8 матчів, а також зіграв у трьох іграх першого Кубку України.
По завершенні сезону 1992/93 перейшов у вищоліговий «Кремень», де до кінця 1993 року провів 29 матчів і забив 2 голи в чемпіонаті, і ще 4 зустрічі зіграв у Кубку України.
На початку 1994 року повернувся на батьківщину, ставши гравцем друголігового липецького «Металурга», де протягом сезону в 30 іграх відзначився 4 голами. Наступний сезон 1995 року провів у першоліговому краснодарському «Колосі», де провів 40 матчів і забив 4 голи.
У 1996 році поповнив ряди тольяттінської «Лади», у складі якої дебютував у Вищій лізі Росії, де зіграв в 16 зустрічах команди, але команда зайнялась останнє 18 місце і вилетіла у Першу лігу, після чого Крячик покинув клуб.
У 1997 році перейшов в першоліговий нижньокамський «Нафтохімік», в 24 матчах забив 3 м'ячі, після чого сезон 1998 року провів також у Першій лізі в «Кубані», за яку зіграв 13 зустрічей і забив 4 голи.
У 2001 році грав у аматорській лізі за клуб БСК з селища Спірово, якому допоміг зайняти 1 місце в зоні «Золоте Кільце» КФК і кваліфікуватись на сезон 2002 у професійний Другий дивізіоні, де провів 5 матчів в чемпіонаті і 1 в Кубку Росії, після чого в серпні перейшов в «Уралмаш», де і дограв сезон, взявши участь в 11 зустрічах команди.
2003 року повернувся в «Зміну» з Комсомольська-на-Амурі, де провів 6 матчів у Другому дивізіоні, а потім у 2004 році зіграв 8 зустрічей у тому ж дивізіоні за «Кавказтрансгаз», після чого завершив ігрову кар'єру. Всього за кар'єру провів 37 матчів (2 голи) у Вищій лізі України, а також 16 матчів у Вищій лізі Росії.

## Після кар'єри
Після завершення професійної кар'єри продовжив виступи на аматорському рівні, грав у команді ветеранів ФК «Кубань», з 2014 працював начальником команди ФК «Сочі 04», з 2015 — начальником команди «Торпедо» (Армавір).

## Сім'я
Син Денис, теж займався футболом, але професійним гравцем не став, також має двох дочок-двійнят.